# 퍼시픽센트럴역

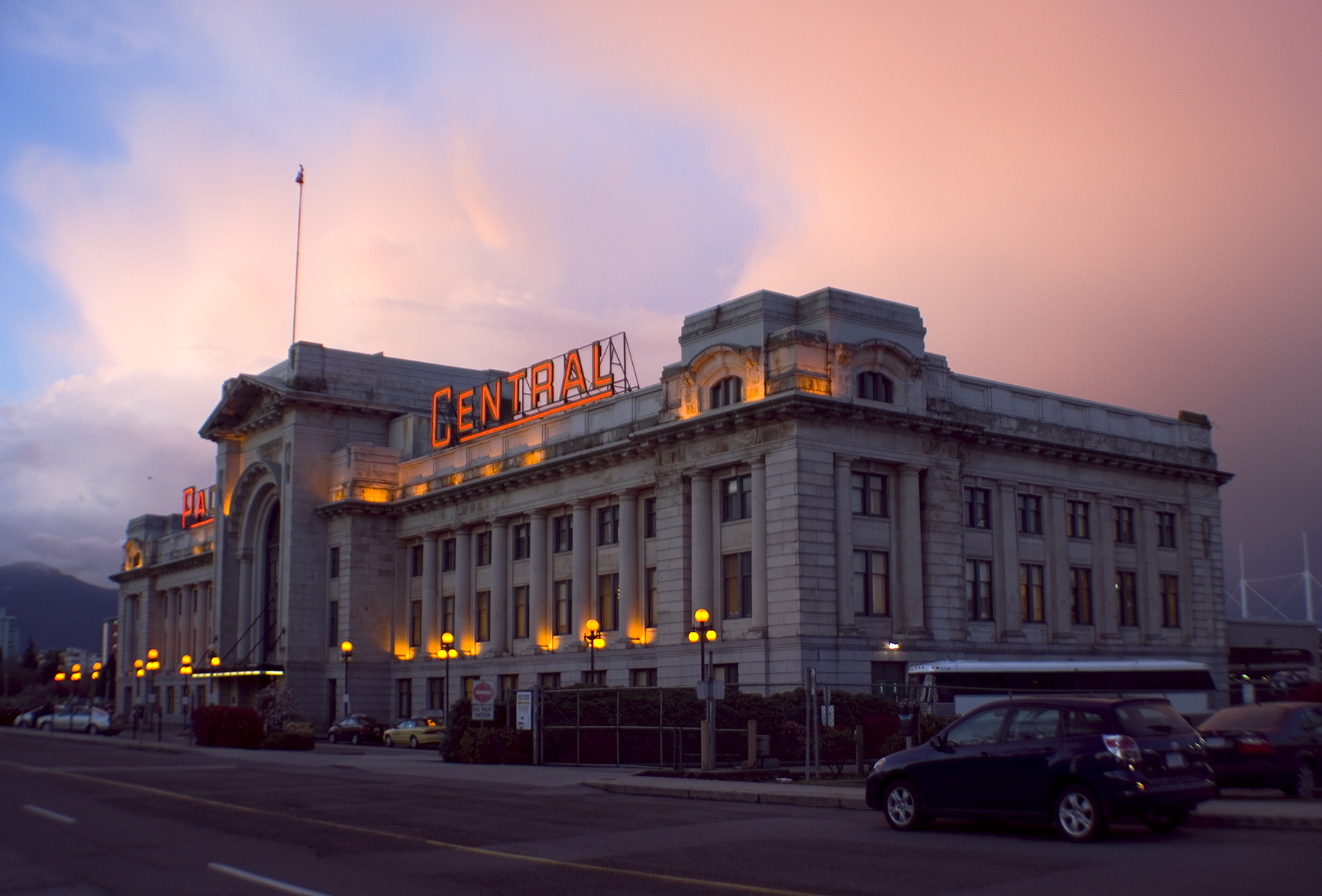
새벽에 찍은 태평양 중앙역

태평양 중앙역(Pacific Central Station, 퍼시픽센트럴역)은 캐나다 브리티시컬럼비아주 밴쿠버에 있는 기차역이다. VIA의 대륙횡단 열차인 캐나디언의 종점이며, 암트랙의 카스케이드의 종점이기도 하다.
VIA가 1979년에 운영을 넘겨 받기 전에는 모든 열차는 밴쿠버 중심가에 가까운 캐나다 태평양 철도 종착역인 워터프론트역까지 운행되었으며, 후자는 현재는 스카이트레인과 통근열차의 역으로 쓰이고 있다.
태평양 중앙역은 메인스트리트 스카이트레인역과 가깝다. 휠체어로 접근이 가능하며, VIA의 종업원들이 서비스를 제공한다.
토론토-뉴욕시 열차와 달리, 이 역에서 시애틀까지 운행되는 캐스케이드열차의 국경통과 절차는 여기서 이루어지기 때문에, 국경 통과시간이 상당 부분 감소된다. 이러한 절차는 공항에서는 거의 필수적이지만, 유로스타 등을 제외한 여객철도에서는 거의 볼 수 없는 것이다.
VIA와 암트렉을 포함해 도시간 버스회사인 그레이하운드도 이역을 정류장으로 이용한다.

## 같이 보기
- 워터프런트역 (밴쿠버)